# Daria Kasatkina
Daria Sergeyevna Kasatkina(n. 7 mai 1997, Toliatti, regiunea Samara, Rusia) este o jucătoare profesionistă de tenis de origine rusă care reprezintă Australia. Cea mai bună clasare a carierei este locul 8 mondial, în octombrie 2022. Kasatkina a câștigat opt titluri la simplu și un titlu la dublu în circuitul WTA.
Născută din părinți sportivi care au fost clasați la nivel național în atletism și hochei pe gheață, Kasatkina a început să joace tenis la vârsta de șase ani, la insistențele fratelui ei mai mare. Ea a excelat ca junior, câștigând campionatul european de 16 ani și un titlu de Grand Slam junior la simplu la French Open 2014. Kasatkina a urcat rapid în clasamentul profesionist, ajungând pe locul 32 în lume în timp ce avea încă 18 ani și câștigând primul ei titlu WTA în 2017 ca adolescentă la Charleston Open. A crescut profesional în 2018, fiind finalistă la Indian Wells Open într-un meci cu  Naomi Osaka  considerat ca reprezentând un nou val al tenisului feminin. Kasatkina a câștigat cele mai mari titluri din cariera sa la Cupa Kremlin și la Trofeul Sankt Petersburg acasă în Rusia. După trei sezoane de succes în circuitul WTA, în 2019 a ajuns în ultima jumătate a top 100. Cu toate acestea, ea a avut un 2021 resurgent, revendicând două titluri pentru a reveni în top 30, urmat de alte două titluri în 2022, care au ajutat-o să revină în top 10.
În competiția pe echipe, Kasatkina a condus echipa Rusiei spre victorie la Cupa Billie Jean King 2020-21, câștigând toate meciurile sale din turneu. Alături de Anastasia Pavliucenkova, Liudmila Samsonova, Veronika Kudermetova și Ekaterina Alexandrova, ea a ajutat Rusia să obțină primul titlu Billie Jean King Cup din 2008.
În comparație cu jucătoarele care lovesc puternic și care se bazează pe fizicul și puterea lor pură, ea se bazează pe viteza și gândirea sa rapidă pentru a-și păcăli adversarele.

## Legături externe
Materiale media legate de Daria Kasatkina la Wikimedia Commons
- Daria Kasatkina la Women's Tennis Association
- Daria Kasatkina la International Tennis Federation
- Daria Kasatkina pe site-ul Fed Cup
- en Daria Kasatkina la Olympedia.org